# Yao (Amerikaans volk)
Yao, ook Jaoi, Yaoi, Yaio, is een voormalig inheems volk dat leefde langs de Wilde Kust, de kustlijn tussen de delta van de Orinoco en de Amazone in het noorden van Zuid-Amerika.
Een vroeg contact van Europeanen met de Yao was toen de schippers Jacob Cornelisz. (oom den Jonas) en Marten Willemsz. in februari 1597 de Wilde Kust bereikten. Hier ontmoetten zij op 15 februari de Yao-stam bij de rivier Caurora (Konrori) en twee dagen later bij de rivier Cauwo (Kaw). In Suriname stierf het Yao-volk in de 17e eeuw uit.